# Сакондзё, Наомаса
Наомаса Сакондзё (яп. 左近允 尚正 Сакондзё Наомаса, 6 июня 1890, Кагосима — 21 января 1948, Гонконг) — вице-адмирал императорского флота Японии, военный преступник.

## Биография
Родился в 1890 году в префектуре Кагосима. В 1912 году закончил Кайгун хэйгакко, служил мичманом на крейсере «Соя», броненосце «Суо», после производства в энсины — на крейсере «Хасидатэ». В звании подлейтенанта служил на крейсерах «Касуга», «Ниитака», «Адзума» и эсминце «Харукадзэ». После производства в лейтенанты 1 декабря 1919 года получил назначение на крейсер «Тэнрю», прослужил год офицером связи на острове Титидзима, затем был офицером связи на линкоре «Муцу» и авиаматке «Вакамия-мару». В 1930 году был произведён в лейтенант-коммандеры, в 1933 году получил назначение на крейсер «Како», затем занимал различные штабные должности, 1 сентября 1941 года стал военно-морским атташе в Таиланде. 15 октября 1941 года был произведён в контр-адмиралы.
В сентябре 1942 года был назначен командующим 16-й дивизией крейсеров (флагман — «Тонэ»). Участвовал во многих морских операциях Второй мировой войны. 15 октября 1944 года был произведён в вице-адмиралы и стал начальником штаба Китайского флота.
В 1946 году Наомаса Сакондзё был арестован американскими оккупационными властями и отправлен в Гонконг, где британский военный трибунал обвинил его в военных преступлениях в связи с убийством пленных с потопленных кораблей и судов. В январе 1948 года был повешен.